# Jambi (province)
Pour les articles homonymes, voir Jambi.
Jambi, anciennement Djambi, est une province d'Indonésie située sur la côte est de l'île de Sumatra. Sa superficie est de 53 435 km² et sa population de 3 760 275 habitants en 2023. Sa capitale s'appelle également Jambi.

## Géographie
La province est bordée :
- Au nord, par celle de Riau,

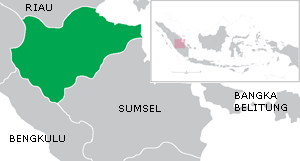

- À l'est, par le détroit de Karimata,
- Au sud, par la province de Sumatra du Sud et
- À l'ouest, par celles de Sumatra occidental et Bengkulu.

## Divisions administratives
La province de Jambi est divisées en neuf kabupaten :
- Batang Hari (Muara Bulian)
- Bungo (Bungo)
- Kerinci (Sungai Penuh)
- Merangin (Bangko)
- Muaro Jambi (Sengeti)
- Sarolangun (Sarolangun)
- Tanjung Jabung oriental (Kuala Tungkal)
- Tanjung Jabung occidental (Muara Sabak)
- Tebo (Tebo)

et deux kota :
- Jambi
- Sungai Penuh

## Histoire
Jusqu'au XVIe siècle, on connaît la région de Jambi sous le nom de "Malayu" ou "Melayu".
Les Anglais établissement un comptoir à Jambi vers 1615. À la même époque, le sultanat de Jambi conclut une alliance avec celui de Johor sur la péninsule Malaise, menacé par le sultanat d'Aceh dans le nord de Sumatra. Jambi, longtemps sous l'influence du royaume javanais de Mataram, finit par rejeter cette suzeraineté en 1663 et décide de coopérer avec la VOC (Vereenigde Oostindische Compagnie ou "Compagnie néerlandaise des Indes orientales"). La VOC y installe un comptoir, qu'elle abandonne en 1724.
En 1833, le sultan Muhammad Fakhruddin demande l'aide des Néerlandais pour lutter contre les pirates qui hantent ses côtes. En fait, le sultan envahit une région du sultanat de Palembang, mais est repoussé par les troupes de celui-ci. Les Néerlandais saisissent l'occasion pour lui imposer un traité par lequel il reconnaît leur suzeraineté. Les Néerlandais installent une garnison à Jambi. En 1858, le prince Taha Saifuddin refuse de signer un traité avec les Néerlandais, qui attaquent Jambi. Taha s'enfuit dans l'intérieur. Sa résistance durera jusqu'à ce qu'il soit tué par une patrouille gouvernementale en 1904.
Le sultan Zainuddin abdique en 1899. Comme les Néerlandais et l'aristocratie ne parviennent pas à se mettre d'accord pour un successeur, le territoire est mis sous la tutelle du résident néerlandais de Palembang. Cet acte provoque le soulèvement de la noblesse de Jambi, qui ne sera réprimé qu'en 1907.
A 22 km en aval de la capitale provinciale sur le fleuve Batang Hari se trouve le site de Muara Jambi, le plus vaste ensemble archéologique de Sumatra connu à ce jour.

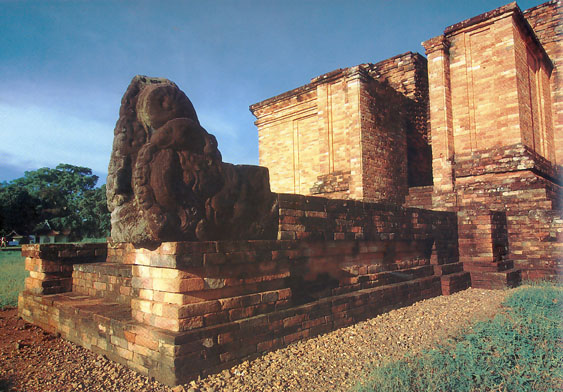
Le temple de Muaro Jambi.
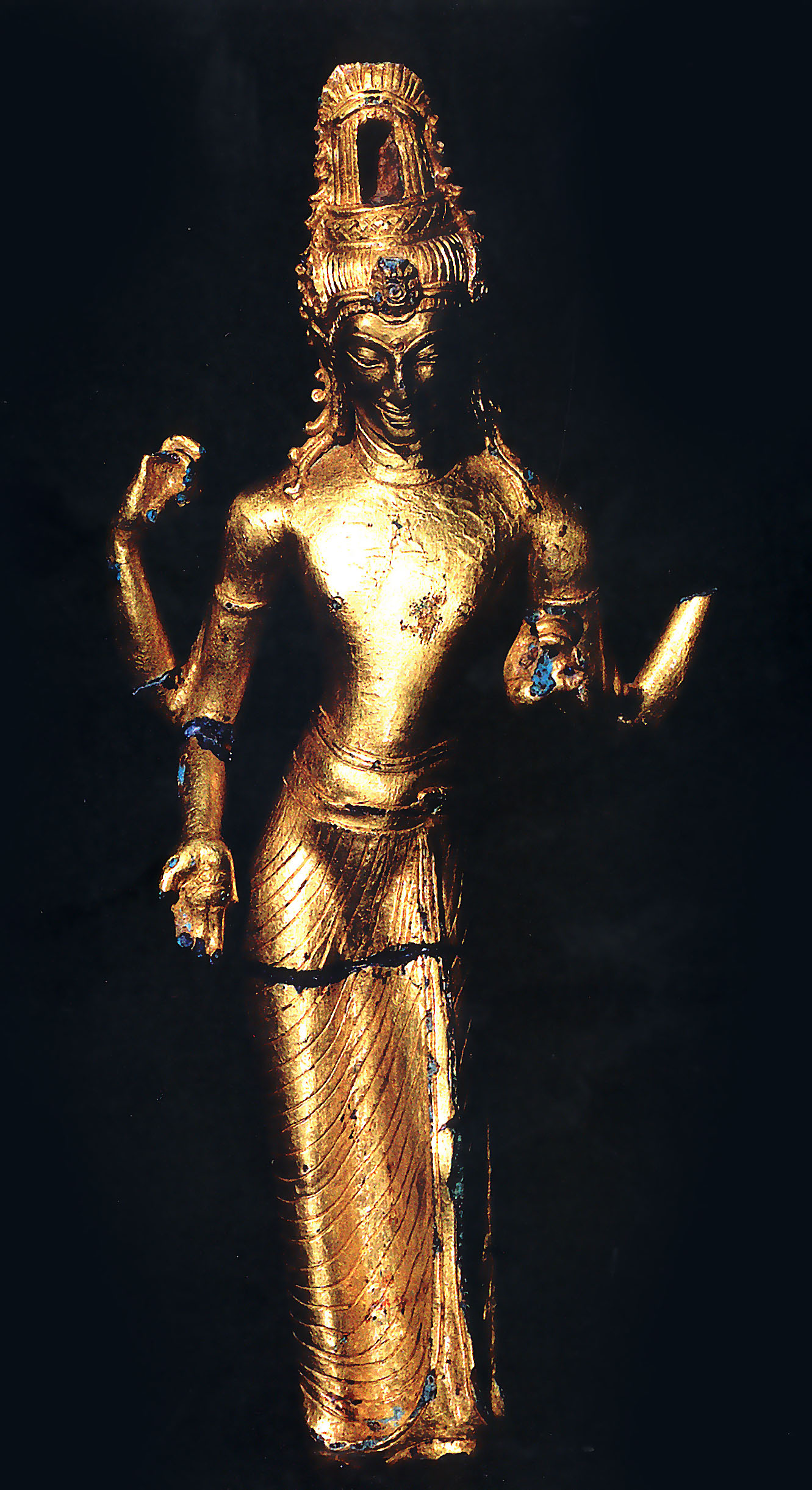
Statue de bronze représentant Avalokiteśvara, trouvée à Muara Bulian.
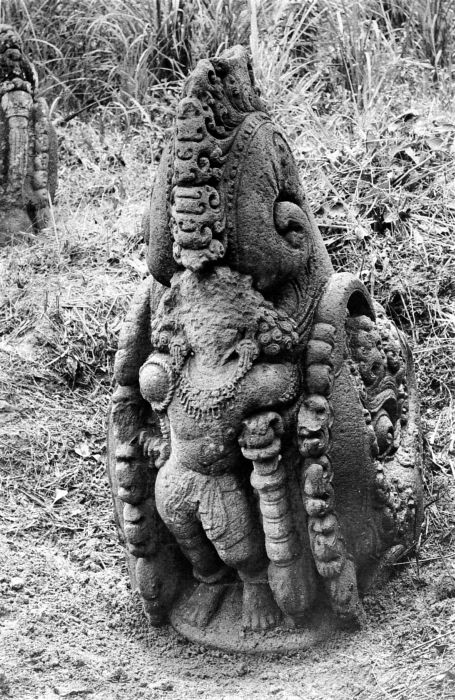
Statue hindouiste dans le village de Tanjung Solok, département de Kuala Jambi.
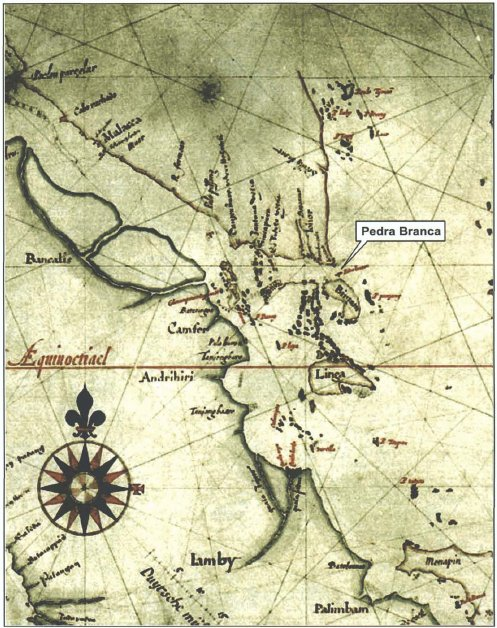
Carte de 1620 montrant le nom de "Iamby" (en bas à gauche).
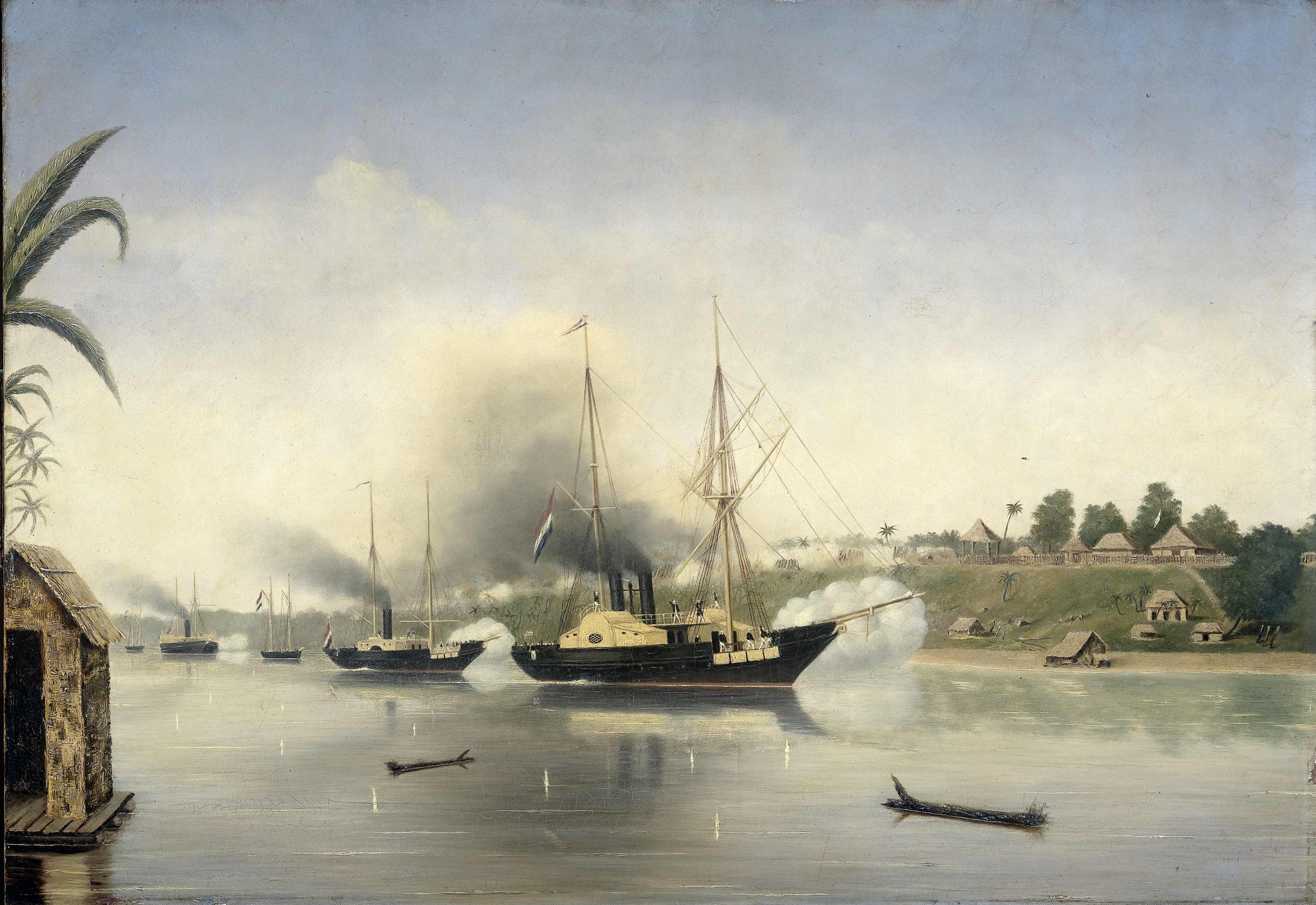
Bombardement du palais du sultan de Jambi par les Néerlandais (1858).
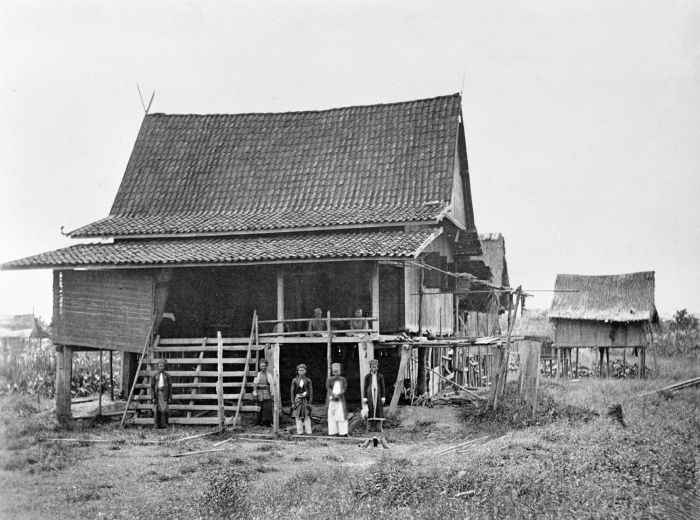
La résidence du sultan Zainuddin (1877).
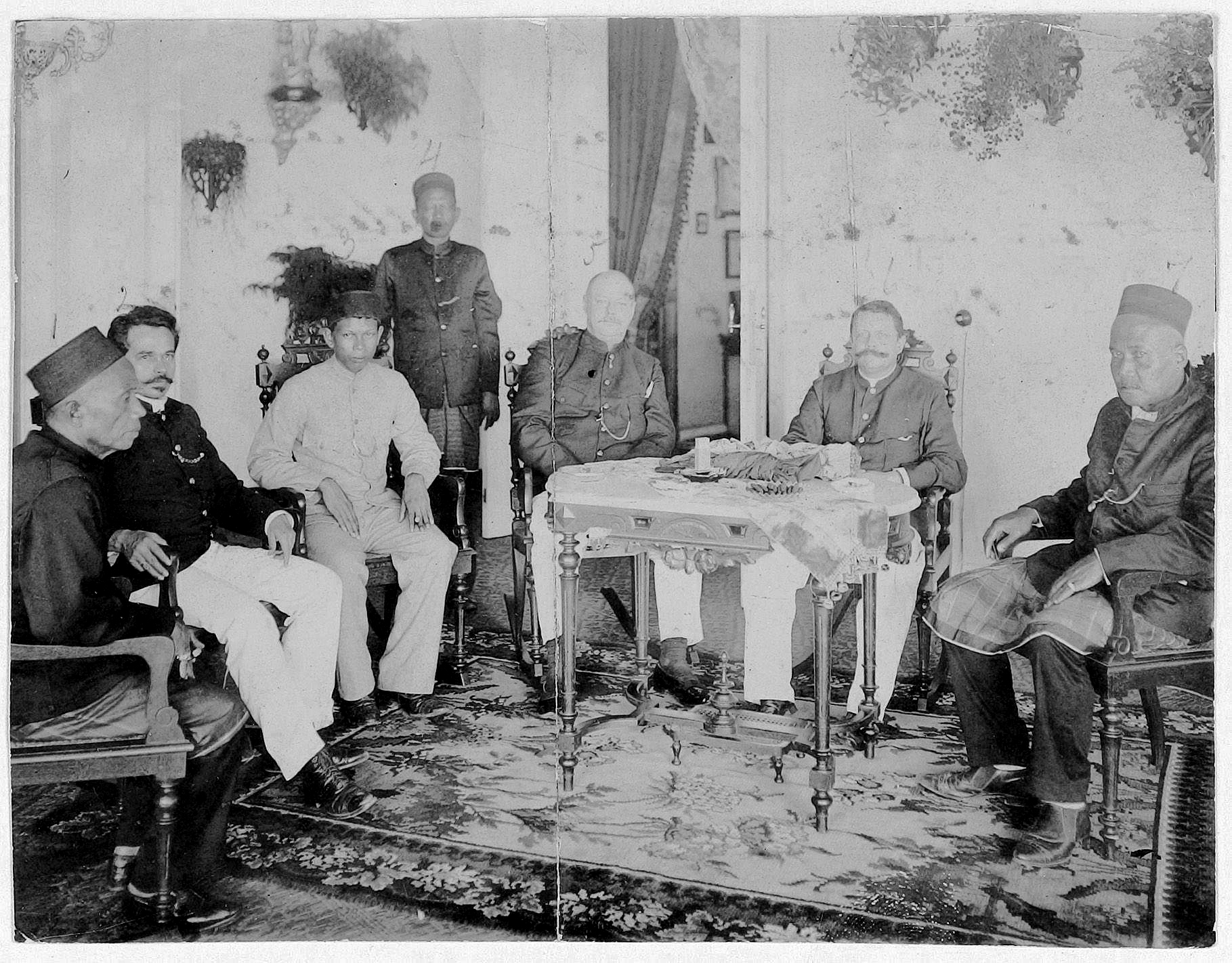
Capitulation du dauphin Martadiningrat devant le résident néerlandais O. L. Helfrich en 1904.

## Population et société

### Groupes ethniques
Les malais (40,35%) sont le principal groupe ethnique de Jambi. Le sous-groupe des malais de Jambi constitue 35,30% de la population de la province et les autres groupes regroupent 5,05%. Jambi est aussi le foyer du peuple kerinci (8,67%), majoritaire à Kerinci et à Sungai Penuh,,. 
Des minangkabaus (5,33%) et des bataks (3,46%) sont également présents dans la province, ainsi que des banjars (3,33%) originaires de Bornéo et des bugis (3,13%) originaires de Célèbes.
Une communauté javanaise (29,09%) et une communauté soundanaise (2,58%), principalement issues de la transmigration, sont présentes à Jambi.
En amont de Jambi vivent des populations de chasseurs-cueilleurs semi-nomades, qu'on appelle les Kubu mais qui se donnent elles-mêmes le nom d'Orang Darat, c'est-à-dire "peuple de la terre". Ils sont environ 3 000.

### Langues
La langue de la population de la province de Jambi est une forme de malais, comme d'ailleurs plus généralement les habitants de la côte est de Sumatra, depuis le littoral est de la province de Sumatra du Nord jusqu'à la province de Sumatra du Sud. "Malais" est d'ailleurs une francisation du mot anglais "Malay", lui-même venant du nom "Malayu".
L'indonésien, parfois considéré comme un dialecte du malais, est la langue véhiculaire de l'ensemble de l'Indonésie. Elle est utilisée dans la communication interethnique, l'administration, les médias et l'enseignement.
Toutefois, l'influence javanaise s'exprime notamment à travers un style de batik, technique javanaise, propre à Jambi.

### Religions
L'islam est majoritaire à Jambi (95,07%). Les musulmans de la province sont principalement sunnites de rite chaféite. Une minorité chrétienne principalement composée de bataks et une minorité bouddhiste principalement composée de chinois sont également présentes dans la province.

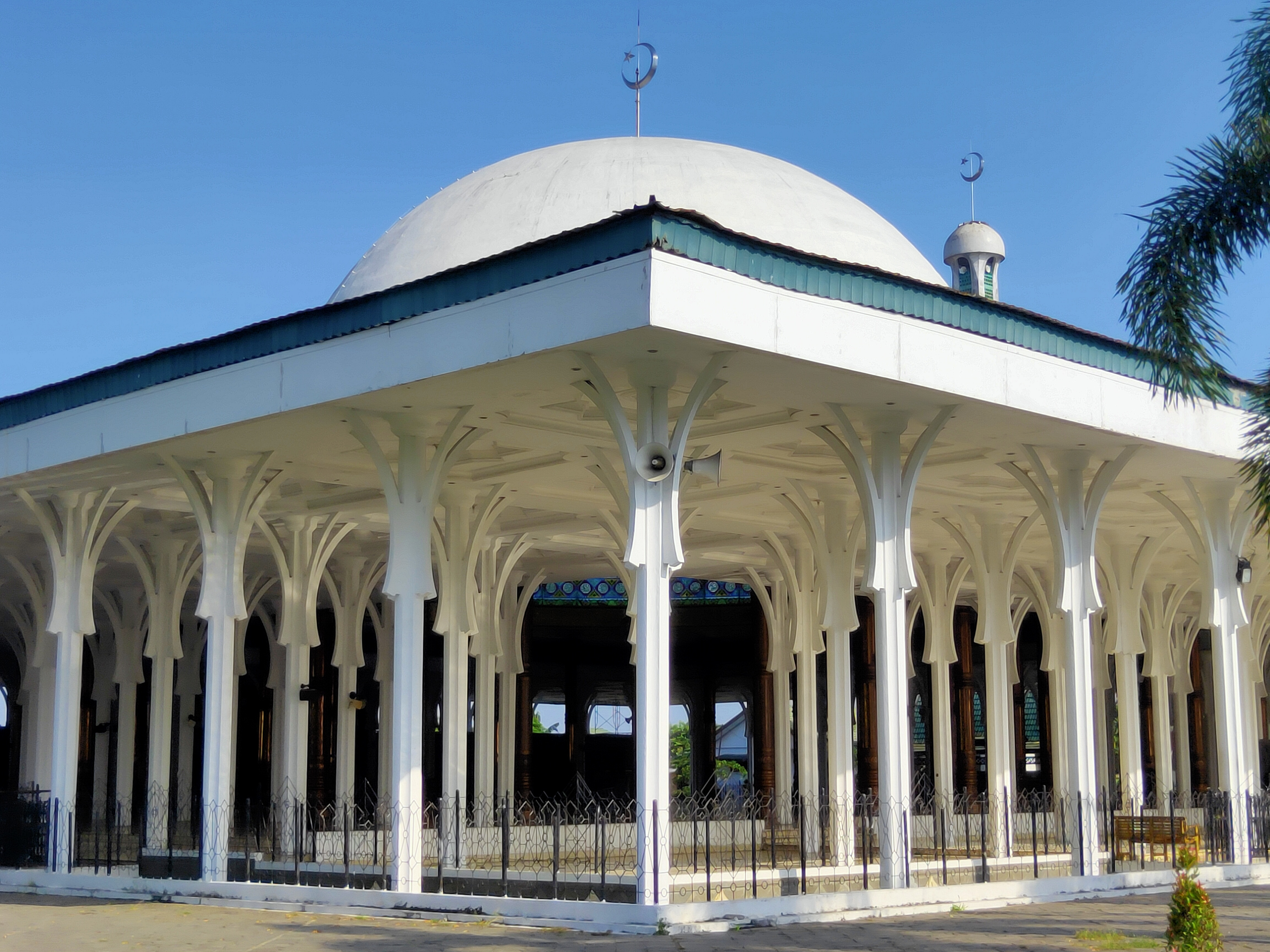
Une mosquée à Jambi
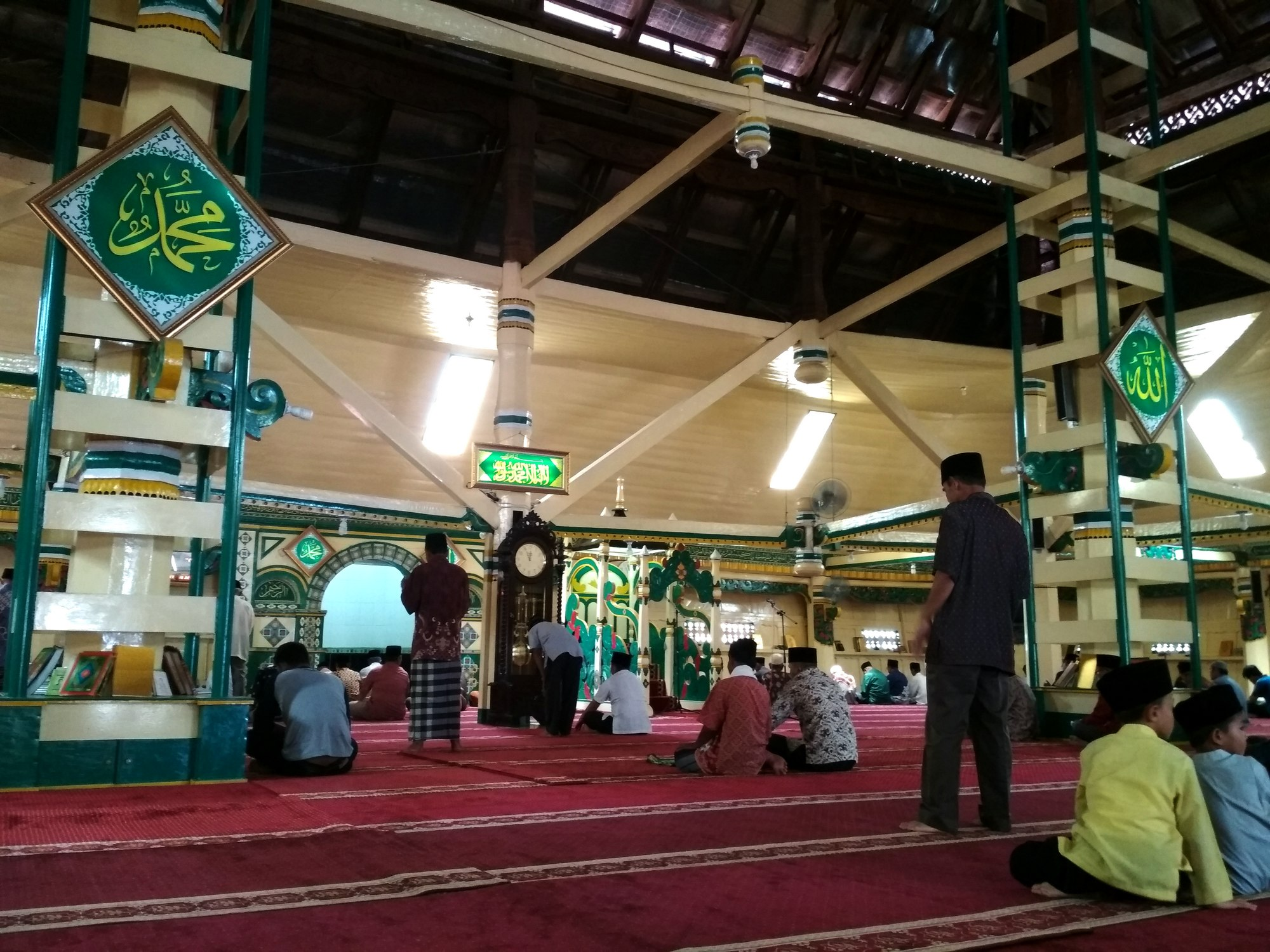
L'intérieur d'une mosquée à Sungai Penuh
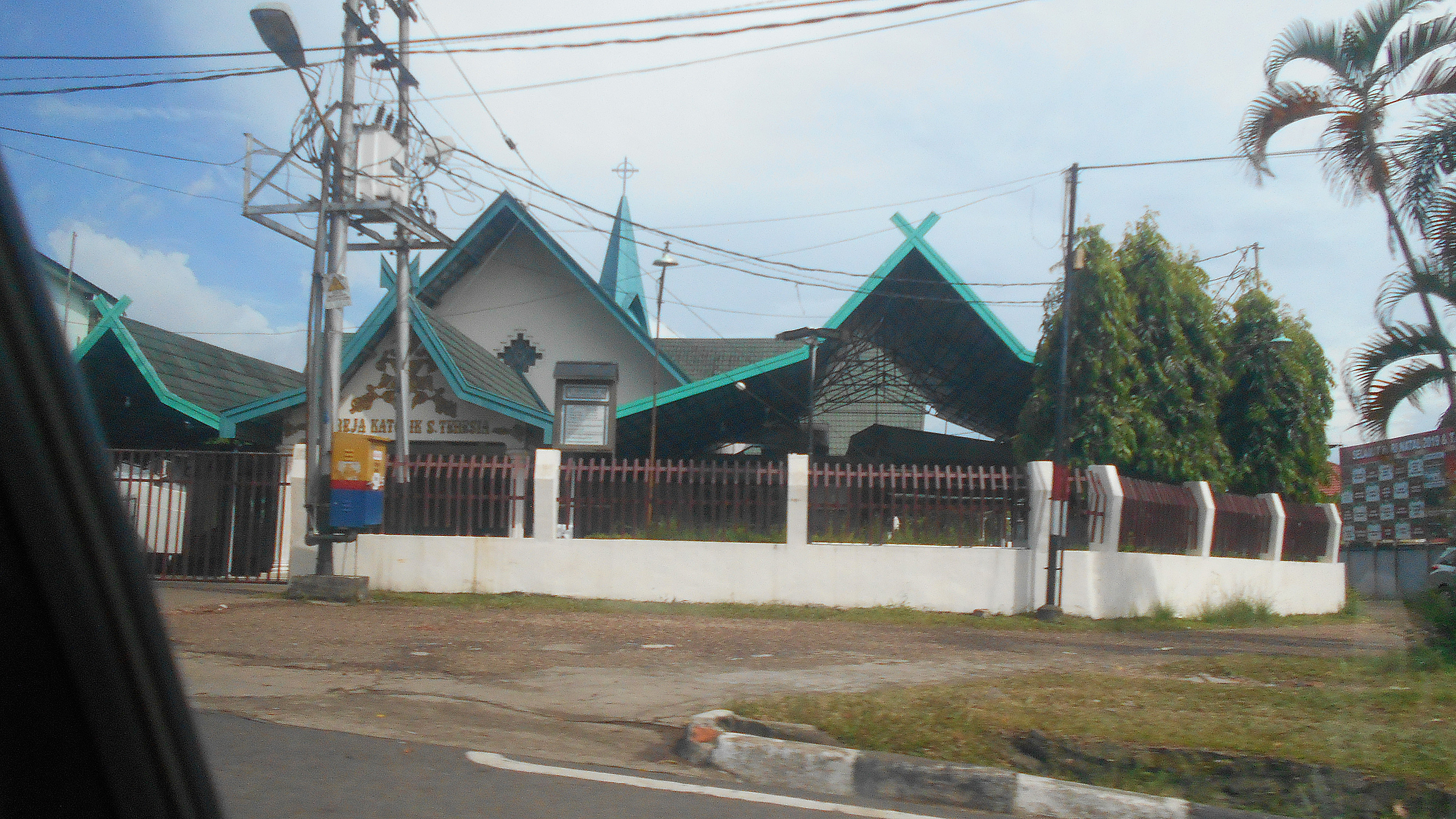
Une église catholique à Jambi

#### Statistiques
| Religion         | Population | %      |
| ---------------- | ---------- | ------ |
| Islam            | 3 638 918  | 95,01% |
| Christianisme    | 153 580    | 4,01%  |
| └ Protestantisme | 131 096    | 3,42%  |
| └ Catholicisme   | 22 484     | 0,59%  |
| Bouddhisme       | 33 776     | 0,88%  |
| Hindouisme       | 545        | 0,01%  |
| Autres           | 3 408      | 0,09%  |
| Total            | 3 830 227  | 100%   |

## Contexte environnemental

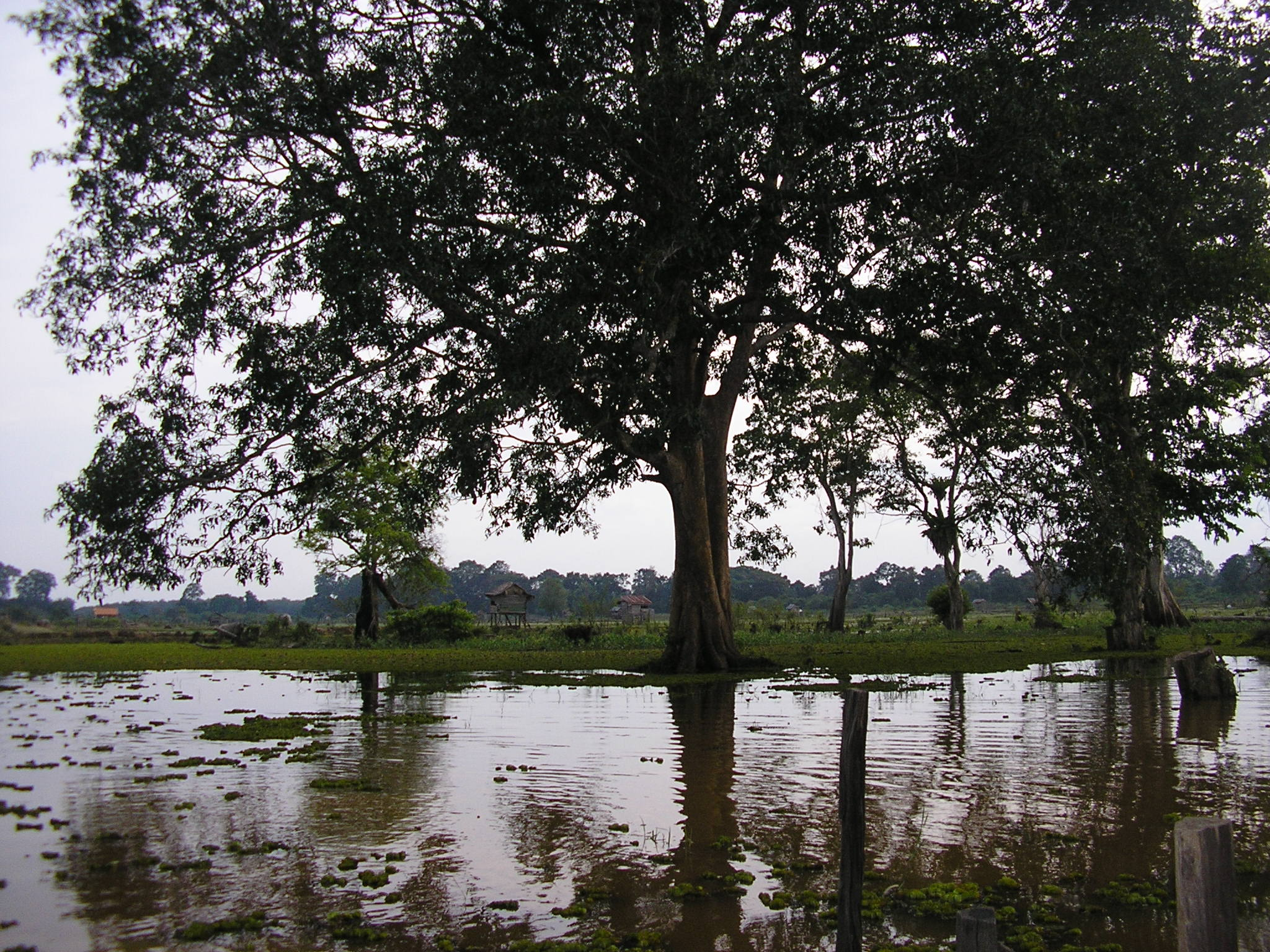
Marais près du fleuve Batang Hari.

Autrefois Jambi était la région la plus sauvage de Sumatra. En 1982, cette province s’étendant sur 5 millions d’hectares comptait 4,18 millions d’hectares de jungle.
En 2014, c’était un peu moins de 2,1 millions d’hectares.  La déforestation massive a détruit des milliers d'hectares de forêt tropicale. Aujourd’hui des plantations d'huile de palme ont remplacé la jungle.